# ピート・ロス
ピート・ロス（英: Pete Ross）は、DCコミックスの出版するアメリカン・コミックス『スーパーマン』に登場する架空の人物。レオ・ドルフマンとジョージ・パップによって創造され、1961年の"Superboy #86"で初登場した。

## 人物
本名：ピーター・ジョセフ・ロス (Peter Joseph Ross)
ピート・ロスは、クラーク・ケントがスモールヴィルに住んでいた頃からの友人として登場した。スモールヴィル高校の演劇部に所属し、警察の科学班に勤務する父とスコットランドヤードに勤務する叔父、祖父はシークレットサービスという家庭で育つ。
クラークが映画のチケット売り場の列に並んでいた時、割り込んできた暴漢に突き飛ばされてしまう。その一部始終を見ていたピート・ロスが暴漢を追い払い、そうして2人は知り合った。友人となったクラークとピートは行動を共にするようになるが、ピートが危機に陥った際、都合良くスーパーボーイが現れることに疑問を抱き始める。ピートはクラークとスーパーボーイの関連性を調査し2人の容姿がほぼ同じことに気付く。その後も調査を続け、ついにスーパーボーイとクラーク・ケントが同一人物であると確信する。

## 他のメディア

### 映画
マン・オブ・スティール (2013年)
演 - ジャック・フォーリー/ジョゼフ・クランフォード
バットマン vs スーパーマン ジャスティスの誕生 (2016年)
演 - ジョゼフ・クランフォード

### ドラマ
ヤング・スーパーマン (2001年-2011年)
演 - サム・ジョーンズ3世

### アニメ
スーパーマン (アニメ) (1996年-2000年)
カメオ出演。